# Jaime Valdés
Jaime Andrés Valdés Zapata (* 11. Januar 1981 in Santiago de Chile) ist ein ehemaliger chilenischer Fußballspieler. Der Mittelfeldspieler bestritt drei Länderspiele und war auf Vereinsebene lange Zeit in Italien aktiv. Er wurde zwei Mal Chiles Fußballer des Jahres und gewann mit dem CSD Colo-Colo drei Mal die nationale Meisterschaft sowie zwei Mal den Pokal.

## Verein
Der Mittelfeldspieler startete seine Karriere in der Jugend des chilenischen Erstligisten CD Palestino. Zum Beginn der Saison 1999/00 wechselte er zu AS Bari in die italienische Serie A. Im Sommer 2004 wechselte er leihweise für sechs Monate zum Traditionsverein AC Florenz. Anschließend ging er dann fest zu US Lecce. Nach drei Jahren dort wechselte er 2008 zu Atalanta Bergamo und 2010 zu Sporting Lissabon. Nach einer Saison wurde er an den FC Parma verliehen, wodurch Sporting im Tausch Waleri Boschinow erhielt. Von Parma ging er im Januar 2014 zurück in die chilenische Primera División und wurde 2014 als sechster Spieler des CSD Colo-Colo und 2017 erneut zum Fußballer des Jahres in Chile gewählt. Sechs Spielzeiten blieb Valdés dann beim Verein, holte sieben nationale Titel, bevor er 2020 zu Deportes La Serena wechselte. Nur eine Spielzeit später schloss er sich Drittligist San Antonio Unido an und stand 2022 bei den Santiago Wanderers unter Vertrag. Danach beendete er seine Karriere.

## Nationalmannschaft
Im Juni 2001 nahm Valdés mit der chilenischen U-20-Auswahl an der Weltmeisterschaft in Argentinien teil. Beim Vorrundenaus kam er in allen drei Spielen zum Einsatz und erzielte dabei einen Treffer. Wenige Tage vor der Abreise zur Weltmeisterschaft nach Argentinien waren acht Spieler der jungen La Roja in einem Bordell vorübergehend verhaftet worden, darunter auch Valdés der als Drahtzieher der Aktion galt. Nach dem Turnier wurde alle betroffenen Spieler für drei internationale Spiele gesperrt.
Schon am 24. April 2001 debütierte der Mittelfeldspieler für die A-Nationalmannschaft seines Landes in der WM-Qualifikation gegen Uruguay (0:1). In den Jahren 2006 und 2010 folgte dann noch jeweils ein Testspieleinsatz.

## Erfolge
- Chilenischer Meister: 2013/14-C, 2015/16-A, 2017-T
- Chilenischer Pokalsieger: 2016, 2019
- Chilenischer Superpokalsieger: 2017, 2018

## Auszeichnungen
- Chiles Fußballer des Jahres: 2014, 2017